# King’s Quest 8: Maske der Ewigkeit
King’s Quest 8: Maske der Ewigkeit (im englischen Original King’s Quest: Mask of Eternity) ist ein Computerspiel. Es wurde 1998 von Sierra On-Line veröffentlicht. Das Action-Adventure ist der achte und zugleich letzte Teil der King’s-Quest-Serie. Es ist das einzige Spiel der Serie, in dem die Spielfigur nicht der König Graham oder ein Mitglied seiner Familie ist.

## Handlung
Über dem Königreich von Daventry ist das Reich der Sonne, wo magische Wesen, welche Archons genannt werden, die Maske der Ewigkeit schützen. Die Maske ist ein Artefakt, das Wahrheit, Licht und Rang aufrechterhält. Ihr Führer Lucreto jedoch, wird böse und zertrümmert die Maske in Stücke. Als ein Teil der Maske vor die Füße eines demütigen Gerbers namens Connor Maclyrr fällt, hebt er es auf, und jedermann im Königreich von Daventry wird zu Stein und das Land krank.

### Länder
Um alle Scherben der Maske der Ewigkeit zu sammeln, muss Connor durch eine Vielfalt topographisch verschiedener Länder reisen. Diese schließen ein:
- Das Königreich Daventry ist das Land, wo Connor sein Haus besitzt und wo seine königliche Suche anfängt. Hier trifft er einen Zauberer an, der ihm eine Anleitung anbietet, wie er die restlichen Stücke der Maske der Ewigkeit findet.

- Die Dimension des Todes wird regiert von Lord Azriel und dient als Pseudo-Fegefeuer, in der Seelen ihr Urteil erwarten. Dieses Land befindet sich in einer Ebene außerhalb jedes anderen möglichen Landes im Spiel, und folglich muss Connor die Pforten finden, um es zugänglich zu machen. Nach dem Zerbrechen der Maske der Ewigkeit wurde der Auftrag des Universums dementsprechend ausgewischt, und die skelettartigen Soldaten des Lords Azriel wurden unbändig und rebellisch. So wird es Teil der Mission Connor's, den Aufstieg zu unterdrücken.

- Der Sumpf trägt innerhalb seiner Grenzen ein Teil der Maske der Ewigkeit. Obwohl der Sumpf nicht weit vom Königreich von Daventry liegt, ließ die Katastrophe von Lucreto die Straße zum Sumpf durch Hindernisse blockieren. Folglich muss Connor zuerst durch Die Dimension des Todes reisen, um den Sumpf zu erreichen und eine andere Scherbe der Maske zu erhalten.

- Das Untergrundreich der Gnomes besteht hauptsächlich aus Tunneln unterhalb des Gebirgssüdens des Sumpfs. Während seiner Reise trifft Connor die Gnomes, die sich bemühen, einen Ausgang oberhalb ihres unterirdischen Hauses wiederherzustellen.

- Das unfruchtbare Gebiet befindet sich oberhalb des unterirdischen Reichs der Gnomes und am Fundament eines Vulkans. Es kann durch seinen Überfluss an Lavaflüssen und am trockenen, heißen Gelände genau charakterisiert werden. Vor der Katastrophe handelten die Einwohner dieser Region regelmäßig mit jenen Leuten, die an der Oberseite des Vulkans lebten.

- Die gefrorenen Reiche sind die kalten Länder an der Oberseite des Vulkans, der einen See mit eisigem Wasser umkreist. Es wird durch die Schnee-Nymphen, Eis-Orcs und Gryphs bewohnt.

- Das verlorene Paradies ist ein kleiner Einsturzkrater nahe den gefrorenen Gebieten und hat die Form eines Steinkreises, welcher als Pforte zum Reich der Sonne dient.

- Das Reich der Sonne ist, wie die Dimension des Todes, nicht physisch an irgendeinen anderen Teil der Welt angeschlossen, in der Connors Suche stattfindet. Das Land war ein Aufbewahrplatz der Maske der Ewigkeit und ist der Aufstellungsort, an welchen Connor alle seine zerbrochenen Scherben zurückbringen sollte. Hier konfrontiert Connor Lucreto, um sein entscheidendes Schicksal festzustellen.

Am Anfang des Spiels beschwört der Hälfte-Steinzauberer, den Connor trifft, eine magische Landkarte für ihn, die ihm alle schon erforschten Gebiete zeigt. Außerdem erlaubt sie Connor, zwischen den Ländern zu teleportieren, sobald die Teleportationsstellen des jeweiligen Landes (außer dem Reich von der Sonne) geöffnet wurden.

## Spielprinzip
Das Spiel kombiniert den kontextbasierten Point-and-Click-Mehrzweck-Cursor aus King's Quest VII mit einem Inventarsystem aus Abenteuerspielen am oberen Rand des Bildschirms. Es enthält auch Informationen über die insgesamt gesammelten Maskenstücke und Goldmünzen. Ein Menü am unteren Rand des Bildschirms enthält Informationen über die Stufe, die Erfahrung des Charakters, heilende Gegenstände, Tränke mit verschiedenen Fähigkeiten, die beiden aktuellen Waffen und die Rüstung. Auf der rechten Seite des Menüs befindet sich eine Anzeige für den Enterhaken und Steine.
Der Cursor ist dynamisch und kann sich je nach Aktion in vier verschiedene Typen ändern. Der primäre Cursor ist der Spiel-Cursor, der ähnlich wie der Cursor in King's Quest VII funktioniert. Er wird zum Anschauen, Nehmen, Reden und Handeln verwendet. Wenn man wie in King's Quest VII einen Gegenstand aus dem Inventar nimmt, schaltet das Spiel auf einen Inventar-Cursor um. Dieser Cursor zeigt ein Bild des aufgenommenen Gegenstands und ermöglicht es dem Spieler, ihn auf etwas anderes zu klicken. Dann gibt es noch den Schwert-Cursor, ähnlich wie der am Ende von King's Quest VI während des Schwertkampfes mit Alhazred. Er wird für den Kampf im Spiel verwendet. Der letzte Cursor ist der Pfeil-Cursor, mit dem der Spieler Feinde aus der Ferne anklicken und Geschosse abfeuern kann.
Das Spiel wurde in erster Linie für den Third-Person-Modus konzipiert, bietet aber auch einen First-Person-Modus. Der First-Person-Modus wurde in erster Linie eingeführt, um den Spielern die Möglichkeit zu geben, sich besser umzusehen oder Dinge auf dem Bildschirm aus der Nähe zu betrachten. Er kann aber auch verwendet werden, um das Spiel zu spielen, außer während Charakter-Interaktionen. Es gibt drei Schwierigkeitsstufen für den Kampf (Einfach, Normal und Schwer).

## Rezeption
Über die Maske der Ewigkeit wurden allgemein positive, jedoch gemischte Reviews geschrieben. Das Spiel verkaufte sich verhältnismäßig gut im Vergleich zu anderen Abenteuerspielen zu dieser Zeit. Trotzdem hielten viele Fans das Spiel nicht für ein „echtes“ King’s-Quest-Spiel wegen seiner 3D-Computergrafik, dem fast kompletten Fehlen der königlichen Familie von Daventry und dem Hauptgewicht an Diablo-ähnlichen Gewalttätigkeiten, die nicht in einem vorhergehenden Spiel erschienen sind.